# Arcadio Spinozzi
Arcadio Spinozzi (Mosciano Sant'Angelo, 3 ottobre 1953) è un ex calciatore e allenatore di calcio italiano, di ruolo difensore.

## Carriera
Difensore arcigno specializzato nella marcatura ad uomo, lanciato nel calcio professionistico dalla Sambenedettese, viene ceduto nel 1977 al Verona, con cui esordisce in Serie A il 23 ottobre 1977 nel pareggio esterno al Ferraris contro il Genoa. Resta in Veneto per due stagioni per poi trasferirsi, dopo la retrocessione degli scaligeri, al Bologna, e quindi, nell'estate 1980, alla Lazio.
Spinozzi resta in biancoceleste per sei stagioni, ottenendo la promozione in massima serie nella stagione 1982-83, e restando con la formazione romana anche dopo la retrocessione in Serie B nella stagione 1984-85
Conclude la carriera agonistica con Reggina e L’Aquila, per poi intraprendere quella di allenatore, svolta prevalentemente nelle serie minori, con l'eccezione di un anno in Serie A al Perugia come vice-allenatore di Vujadin Boškov, ed una breve parentesi in Ghana. Spinozzi trova i maggiori successi soprattutto nei settori giovanili, difatti per due anni, dal 1990 al 1992 è chiamato dalla Juventus come osservatore, e successivamente diventa per tre stagioni allenatore della Primavera dell'Udinese.
In carriera ha totalizzato complessivamente 101 presenze in Serie A, con una rete (nella sconfitta interna del Verona col Milan nella stagione 1978-79), e 135 presenze in Serie B

## Attività editoriale
Arcadio Spinozzi ha pubblicato "Le facce del pallone" e "Vita da Lazio" con i giornalisti Stefano Greco e Maurizio Martucci. Con Carlo Petrini è nel film Centravanti nato.

## Controversie
Il suo nome finì nelle cronache anche per vicende non sportive, quando venne accusato da un certo Dragan di essere ben informato sul caso Orlandi. 
Il 15 aprile 1978 rimase coinvolto, insieme al resto della squadra del Verona, nell'Incidente ferroviario di Murazze di Vado, che causò 48 morti.

## Palmarès

### Giocatore
- Campionato italiano Serie C: 1

Sambenedettese: 1973-1974

●  Promozioni 1
Lazio 1982-1983 (2^ in serie B)

### Allenatore

#### Competizioni giovanili
- Coppa Italia Primavera: 1

Udinese: 1992-1993